# Слепынин, Семён Васильевич

Слева направо: Семён Васильевич Слепынин, Игорь Георгиевич Халымбаджа, Евгения Стерлигова. 31.05.1997.

Семён Васильевич Слепынин (29 августа 1924, Ольховка, Уральская область — 2001) — русский писатель-фантаст. 

## Биография
Родился, по одним данным, в селе Ольховка Ольховского сельсовета Ольховского района Шадринского округа Уральской области, ныне село входит в Шадринский муниципальный округ Курганской области; по другим данным — в селе Ольховка Ольховской волости Рыльского уезда Курской губернии, ныне село входит в Ольховский сельсовет Хомутовского района Курской области.
В 1930-х годах вместе с родителями, завербовавшимися на строительство «Уралмаша», переехал в Свердловск, где окончил девять классов средней школы. С началом войны ушёл в артиллерийское училище. 
Участник Великой Отечественной войны, воевал в 311-м легком артиллерийском полку 22-й артиллерийской дивизии Резерва Главного командования и в 444-м артиллерийском полку 27-й артиллерийской дивизии. В августе 1944 года был ранен. Младший лейтенант.
В 1948 году поступил в Уральский государственный университет имени А. М. Горького, где получил профессию журналиста и по окончании которого работал в газете «Красный боец» Уральского военного округа. После 16 лет работы в газете начал писать книги. В Союзе писателей СССР не состоял.
Место проживания в Свердловске
Умер от онкологического заболевания.

## Творчество
Первая повесть Слепынина, «Фарсаны», опубликована в 1966 году в журнале «Уральский следопыт». Роман «Звёздные берега» был переведен в Чехословакии. Произведения публиковались в журналах «Урал» и «Уральский следопыт», выходили отдельными книгами.
- Слепынин С.В. Фарсаны. — Пермь: Кн. изд., 1967. — 162 с. — 50 000 экз.[5]
- Слепынин С.В. Звездные берега. — Свердловск: Сред.-Уральск. кн. изд-во, 1976. — 159 с. — 100 000 экз.[6]
- Слепынин С.В. Мальчик из саванны. — Свердловск: Сред.-Уральск. кн. изд-во, 1985. — 302 с. — 75 000 экз.[7]
- Слепынин С.В. Сфера разума. — Екатеринбург: Глагол: Фирма «Грегор», 1995. — 477 с. — 25 000 экз. — ISBN 5-88728-002-6.[8]
- Слепынин С.В. Фарсаны. — Екатеринбург: Глагол: Фирма «Грегор», 1995. — 459 с. — 25 000 экз. — ISBN 5-88728-001-8.[9]
- Слепынин С.В. Звездные берега. — М.: Центрполиграф, 2000. — 474 с. — 5000 экз. — ISBN 5-227-00615-6.[10]
- Слепынин С.В. Паломники бесконечности. — М.: Центрполиграф, 2000. — 487 с. — 5000 экз. — ISBN 5-227-00080-8.[11]
- Слепынин С.В. Сфера разума. — М.: Центрполиграф, 2000. — 486 с. — 5000 экз. — ISBN 5-227-00621-0.[12]
- Slepynin, Semjon. Zvezdnyje berega = Hviezdne brehy / prel. Vasil Jesenčák. — Bratislava: Smena, 1981. — 47 с.